# 코렐리아안텔미넬리
코렐리아안텔미넬리(이탈리아어: Coreglia Antelminelli)는 이탈리아 토스카나주 루카도에 있는 코무네이다. 피렌체에서 북서쪽으로 70 km, 루카에서 북쪽 25 km 거리에 있다.